# Anne Haug (triatleet)
Anne Haug (Bayreuth, 20 januari 1983) is een Duits triatleet. Omdat zij relatief slecht is in het onderdeel zwemmen, is de triatlon voor haar vaak een achtervolgingsrace.
In 2008 en 2009 werd Haug nationaal kampioen op de duatlon. 
In 2004 nam Haug voor het eerst aan een competitieve triatlon deel. 
In 2013 werd Haug Duits nationaal kampioen op de sprintafstand triatlon. In oktober 2019 won zij de Ironman op Hawaï. 
Op de Olympische Zomerspelen van Londen werd Haug 11e op de triatlon. In 2016 in Rio de Janeiro kwam ze tot een 36e plaats.
Op de wereldkampioenschappen triatlon olympische afstand behaalde Haug in 2012 een zilveren medaille, en in 2013 een bronzen medaille.
In 2021 werd ze Europees kampioen triatlon lange afstand in Roth, ze werd tegelijkertijd ook nationaal kampioen.

## Privé
Haug studeerde aan de Technische Universiteit München. 

## Resultaten in World Triathlon Series[4]
bestaande uit races over de Olympische en sprintafstand (voor 2012 Wereldkampioenschappen Series)
| Seizoen                     | 1  | 2   | 3  | 4  | 5  | 6  | 7  | 8 | 9  | GF | Positie | Punten |
| --------------------------- | -- | --- | -- | -- | -- | -- | -- | - | -- | -- | ------- | ------ |
| WK Series 2010              | -  | -   | -  | -  | -  | -  |    |   |    | -  | 102     | 86     |
| WK Series 2011              | -  | 24  | 42 | 33 | 54 | 34 |    |   |    | 43 | 54      | 562    |
| World Triathlon Series 2012 | -  | 7   | 7  | 4  | -  | 4  | 4  | 2 |    | 1  | Zilver  | 4340   |
| World Triathlon Series 2013 | 1  | 4   | -  | 2  | 3  | 1  | 3  |   |    | 35 | Brons   | 3110   |
| World Triathlon Series 2014 | 2  | 6   | -  | 49 | -  | -  | -  |   |    | -  | 32      | 1282   |
| World Triathlon Series 2015 | 16 | DNF | 23 | 8  | 16 | -  | 15 | - | 29 | 35 | 29      | 1458   |
| World Triathlon Series 2016 | 38 | -   | 4  | -  | -  | -  | -  | - |    | -  | 58      | 678    |